# Страх і огида в Лас-Вегасі
«Страх і огида в Лас-Вегасі» (англ. Fear and Loathing in Las Vegas) — культовий американський кінофільм від режисера Террі Гілліама за однойменним романом Гантера Томпсона 1998 року. Вийшов в прокат 22 травня 1998 року.
Український переклад зробила студія Цікава ідея на замовлення Гуртом..

## Сюжет
Події фільму розгортаються у 1971 році. Головні герої фільму, журналіст Рауль Дюк (Джонні Депп) та його адвокат доктор Гонзо (Бенісіо дель Торо), їдуть до Лас-Вегасу через пустелю Невади на червоній Шевроле Імпала. Їхня мета — висвітлення у журналі місцевої мотогонки «Мінт 400», але поїздка швидко перетворюється на психоделічний тріп, герої вживають наркотики та бачать жахливі галюцинації у вигляді кажанів що їх переслідують. Через негоду огляд «Мінт 400» провалюється. Після цього Дюк і Гонзо їдуть до казино «Bazooko Circus». Під дією психоделіків адвокат доходить до неадекватного стану та Дюк забирає його назад до готелю
Залишивши Гонзо у номері, Дюк йде грати на рулетці. Після повернення він знаходить розгромлений номер, а Гонзо — у важкому наркотичному сп'янінні. Адвокат сидить вдягнений у ванні та слухає магнітофон на максимальній гучності. Рауль забирає магнітофон та зачиняє Гонзо у ванній, після чого вкладається спати.
Вранці він бачить що Гонзо вже втік до Лос-Анджелесу, не маючи можливості заплатити за готель Дюк також тікає. Їдучи до Каліфорнії на заправці він телефонує в офіс до Гонзо та отримує нове завдання — висвітлення у газеті конференції окружних прокурорів з теми «Наркотики та небезпечні ліки». Дюк повертається назад та селиться до готелю «Flamingo Las Vegas», де його вже чекає Гонзо. Стає відомо, що Гонзо, знаходячись під дією наркотиків, привів до готелю якусь неповнолітню художницю Люсі, якій вже встиг дати ЛСД. Дюк боїться бути звинуваченим у викраденні та зґвалтуванні неповнолітніх він вимагає від Гонзо вигнати її. Завдяки хитрості адвоката їм це вдається.
Конференція окружних прокурорів, стурбованих розповсюдженням наркотиків, здається їм зібранням божевільних та вони тікають звідти. У номері Дюк пробує адренохром, але спеціально вживає завелику дозу. Після цього сюжетна лінія втрачається. Дюк приходить у свідомість у розгромленому номері та уривками згадує деякі події. Один з останніх спогадів — Дюк відвозить доктора Гонзо на літак та проводжає його думкою: «Ось він. Один з прототипів самого Бога: всемогутній мутант, якого не хотіли пускати у масове виробництво: занадто дивний, аби жити, занадто рідкісний, аби померти».
Дюк повертається до готелю, щоб завершити свою статтю про подорож, після чого їде назад до Лос-Анджелеса.

## Персонажі

### Головні ролі
- Джонні Депп — Рауль Дюк / Гантер Томпсон
- Бенісіо дель Торо — доктор Гонзо / Оскар Зета Акоста

### Другорядні ролі
- Тобі Магвайр — автостопник
- Еллен Баркін — офіціантка
- Верн Троєр — офіціант
- Гері Б'юзі — поліціянт
- Крістіна Річчі — Люсі
- Кемерон Діас — телерепортерка
- Майкл Джетер — Л. Рон Бамквіст
- Флі — музикант
- Крейг Бірко — Ласерда
- Крістофер Мелоні — портьє
- Марк Гармон — репортер
- Тім Томерсон — Гудлум
- Дженетт Голдстін — покоївка Еліс